# Кавен, Микко
Микко Юхани Кавен (фин. Mikko Juhani Kavén; род. 19 февраля 1975[…], Лахти, Хяме) — финский футболист, вратарь.
Четырежды признавался вратарём года в чемпионате Финляндии в 2001, 2004, 2005 и 2006 годах.

## Карьера

### Клубная карьера
Во взрослом футболе дебютировал в 1994 году в клубе «Куусюси», за который выступал на протяжении двух сезонов, после чего ненадолго перешёл в «ХИК».
В 1998 году переехал в Шотландию, где стал выступать за местный футбольный клуб «Мотеруэлл», а спустя один сезон перешёл в норвежскую команду «Волеренга».
В 2000 году вернулся в Финляндию, где стал выступать за клуб «Тампере Юнайтед», проведя в его составе десять сезонов. Вместе с командой трижды становился чемпионом страны в 2001, 2006 и 2007 годах, а также в сезоне 2006/07 завоевал Кубок Финляндии. Завершил футбольную карьеру в 2010 году.

### Карьера в сборной
В 2000 году дебютировал в официальных матчах в составе национальной сборной Финляндии. Всего в составе сборной принял участие в 15 матчах.

### Тренерская карьера
После завершения игровой карьеры на протяжении одиннадцати сезонов являлся тренером вратарей в клубе «Ильвес». Кроме того, некоторое время работал с молодёжными сборными страны.

## Достижения
«Тампере Юнайтед»
- Чемпион Финляндии: 2001, 2006, 2007
- Обладатель Кубка Финляндии: 2006/07